# Kjeldebotn
Kjeldebotn est une localité du comté de Nordland, en Norvège.

## Géographie
Administrativement, Kjeldebotn fait partie de la kommune de Ballangen.